# Roumegueriella muricospora
Roumegueriella muricospora är en svampart som beskrevs av Speg. 1880. Roumegueriella muricospora ingår i släktet Roumegueriella och familjen Bionectriaceae.   Inga underarter finns listade i Catalogue of Life.